# Casa Matesanz
La casa Matesanz es un edificio ubicado en el número 27 de la calle Gran Vía de Madrid (España). Su construcción finalizó en el año 1923 y fue diseñada por el arquitecto Antonio Palacios Ramilo. El estilo arquitectónico está fuertemente influenciado por la Escuela de Chicago. Su nombre procede del apellido del primer propietario del edificio.

## Historia

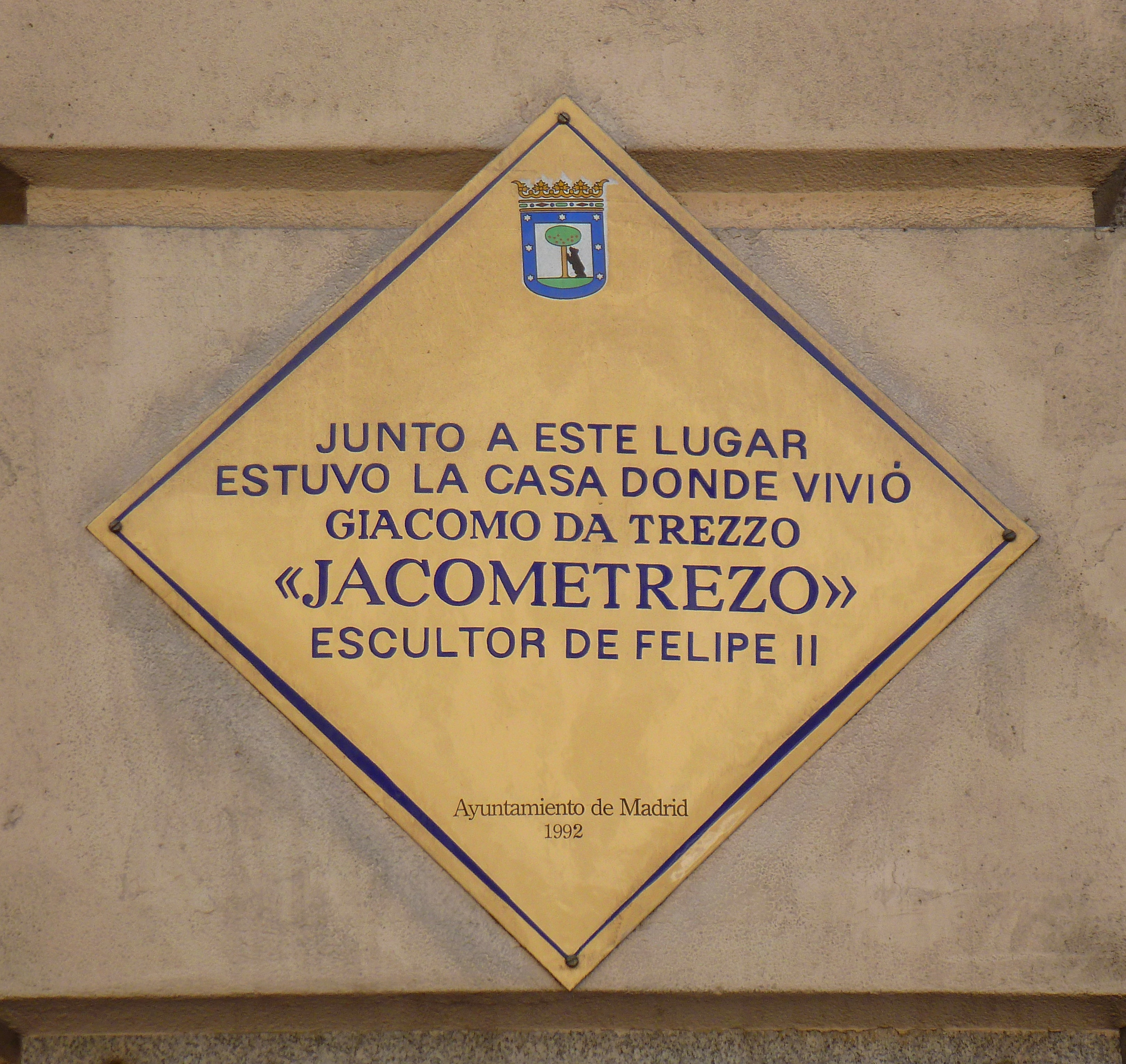
Placa conmemorativa del escultor Jacome da Trezzo en la fachada principal del edificio

En el siglo XVI se levantaba en este solar el edificio en el que tenía su vivienda y su taller el escultor italiano Jacome da Trezzo, y que fue además una de las escasísimas obras que realizó Juan de Herrera en la capital, hoy tristemente desaparecida por completo.
A comienzos del siglo XX se inició la construcción de la Gran Vía, ya en el segundo tramo en el año 1919 se decide construir un edificio proyectado por Antonio Palacios, su ejecución finaliza en el año 1923. La poseedora del edificio es la firma comercial Casa Matesanz que proyectó el edificio como uno de los primeros centros comerciales al estilo estadounidense para la instalación en su interior de tiendas, despachos y oficinas.
Este edificio es muy parecido en diseño al que ya poseía la casa comercial en la calle Mayor número 4 (cercano a la Puerta del Sol). En sus bajos se encontraba el 'Café Spiedum' famoso en las décadas de los cuarenta y cincuenta por sus terrazas a pie de calle. En el siglo XXI se encuentra la tienda de telas Julián López, así como la sede de Escuela Madrileña de Decoración, escuela de formación especializada en decoración y diseño de interiores.